# Liste der Bodendenkmale in Colditz
In der Liste der Bodendenkmale in Colditz sind die Bodendenkmale der Stadt Colditz und ihrer Ortsteile nach dem Stand der Auflistungen von Volkmar Geupel aus dem Jahr 1983 und von Klaus Kroitzsch und Harald Quietzsch aus dem Jahr 1984 aufgelistet. Eventuelle Änderungen und Ergänzungen, insbesondere aus der Zeit nach der Wende, sind nicht berücksichtigt, da für Sachsen aktuell keine neueren allgemein zugänglichen Bodendenkmallisten vorliegen. Die Baudenkmale sind in der Liste der Kulturdenkmale in Colditz aufgeführt.
| Denkmal-ID | Fundart            | Ortsteil     | Bezeichnung                  | Zeitstellung             | Lage | Bemerkungen | Bild |
| ---------- | ------------------ | ------------ | ---------------------------- | ------------------------ | --- | --- | ---- |
| ?          | Befestigung > Burg | Colditz      | Wehranlage                   | Mittelalter              | nördlicher Altstadtrand, Geländesporn östlich über der Zwickauer Mulde                                                                                              | Abschnittsbefestigung in Spornlage, durch Schloss überformt, Schutz seit 8. Februar 1974 |      |
| ?          | besonderer Stein   | Colditz      | Steinkreuz                   | Spätmittelalter          | Westseite der Mulde, nordwestlich an der Straße nach Möseln | Schutz seit 17. Dezember 1962 |      |
| ?          | besonderer Stein   | Colditz      | Steinkreuz                   | Spätmittelalter          | östliche Ortslage, nördlich an der Tiergartenstraße, vor dem Egidienkirchhof                                                                                        | Schutz seit 7. Januar 1963 |      |
| ?          | besonderer Stein   | Colditz      | Steinkreuz                   | Spätmittelalter          | nordwestlich des Orts, südwestlich der Straße nach Schönbach, am Hang südöstlich der Brücke über den Zschetzscher Bach                                              | Schutz seit 7. Januar 1963 |      |
| ?          | besonderer Stein   | Colditz      | Steinkreuz „Schneiderstein“  | Spätmittelalter          | westnordwestlich des Orts im Colditzer Wald, Abteilung 3, nördlich der Straße nach Ballendorf, ostsüdöstlich der Kreuzung mit der Straße von Schönbach nach Leupahn | Schere und Nadel eingezeichnet, Schutz seit 7. Januar 1963 |      |
| ?          | besonderer Stein   | Colditz      | Kreuzstein „Schwarzes Kreuz“ | Neuzeit                  | westsüdwestlich des Orts im Colditzer Wald, Abteilung 14, südöstlich am Schwarzen Kreuzweg                                                                          | Inschrift mit Jahreszahl 1652 und Kreuzsymbol, Schutz seit 8. Februar 1974 |      |
| ?          | Befestigung > Burg | Colditz      | Wehranlage „Vogelherd“       | Mittelalter              | östlich des Orts im Tiergarten, Talkante südlich über dem Tiergartenbach                                                                                            | Turmhügelburg mit umlaufendem Graben und Außenwall, Schutz seit 7. März 1935, erneuert 17. Mai 1956                                                                                               |      |
| ?          | besonderer Stein   | Collmen      | Steinkreuz                   | Spätmittelalter          | südliche Ortslage, am Abzweig der Straße nach Zschadraß | Schwerteinzeichnung, Schutz seit 7. Januar 1963 |      |
| ?          | besonderer Stein   | Kleinsermuth | Steinkreuz                   | Spätmittelalter          | südlich des Orts, südwestlich an der Straße nach Colditz, am Abzweig nach Collmen                                                                                   | Schutz seit 17. Dezember 1962 |      |
| ?          | Befestigung > Burg | Lastau       | Wehranlage „Burgberg“        | Slawenzeit?, Mittelalter | westnordwestlich des Orts auf einer Geländekuppe über der Zwickauer Mulde                                                                                           | Burgwall bzw. Höhenburg in Spornlage, durch Aussichtsturm überbaut, Wall von Norden über Osten und Süden nach Südwesten, zweiter Wall von Norden über Osten nach Süden, Schutz seit 31. März 1959 |      |
| ?          | Befestigung > Burg | Podelwitz    | Wasserburg                   | Mittelalter              | nördlicher Ortsrand, nördlicher Gutsbereich | durch Schloss überbaut, ovaler Graben trockengelegt, Schutz seit 27. Oktober 1937, erneuert 17. Mai 1956                                                                                          |      |
| ?          | besonderer Stein   | Zschirla     | Steinkreuz                   | Spätmittelalter          | Kirchhof | auf beiden Seiten Rillen eingeritzt, Schutz seit 17. Oktober 1963 |      |